# Социальный франчайзинг
Социа́льный франча́йзинг — форма франчайзинга, нацеленная скорее на смягчение или решение социальных проблем, чем на достижение коммерческих целей. С точки зрения социального предпринимателя, социальный франчайзинг может рассматриваться в качестве способа осуществления предпринимательской деятельности и развития в сфере социальной экономики.
Как и при коммерческом франчайзинге, социальный франчайзинг предполагает наличие франчайзера (предоставляет франшизу) и связанного проекта — франчайзи (получает франшизу). Отношения по использованию франшизы регламентируются договором франчайзинга, согласно которому франчайзи получают возможность пользоваться брендом, инструкциями и поддержкой франчайзера, за что обязаны платить комиссионные и роялти (в социальном франчайзинге обычно ниже, чем в коммерческом).

## Обзор
Социальный франчайзинг — это применение принципов коммерческого франчайзинга для содействия социальной выгоде, а не частной прибыли. Под социальным франчайзингом понимают два вида деятельности.
В первом случае социальный франчайзинг относится к договорным отношениям, в которых независимая координирующая организация (как правило, неправительственная, но иногда правительственный орган или частная компания) предлагает отдельным независимым операторам возможность присоединиться к сети франчайзинга для предоставления перечня услуг в определённой области, в соответствии с общим планом, разработанным франчайзером. После присоединения к сети операторы получают право использовать уже опробованные и зарекомендовавшие себя инструменты привлечения, в том числе: профессиональную подготовку, готовую рекламу брендов или сами бренды, субсидированные или запатентованные материалы и оборудование, сопроводительные услуги, консультации специалистов. Дополнительно подписчики получают опосредованные выгоды: прирост числа клиентов и улучшение репутации благодаря принадлежности к бренду. Франчайзи должны придерживаться целого ряда требований, в том числе: предоставлять социально выгодные услуги, отвечающие стандартам качества и ценообразования; проходить обязательное обучение предоставлению услуг; иметь механизмы контроля качества; сдавать статистическую отчётность по продажам и предоставлению услуг; иногда — выплачивать взносы, фиксированные или в виде доли от прибыли (роялти). Социальные франшизы использовались в таких областях, как оказание первичной медико-санитарной помощи, продажа фармацевтических препаратов основных лекарственных средств, тестирование на ВИЧ и консультирование, а также в области оказания услуг, касающихся репродуктивного здоровья в развивающихся странах.
Второе применение социального франчайзинга — средство, позволяющее социальным предприятиям и социальной экономике в целом создавать новые рабочие места для обездоленных людей и достигать социальных целей. Это делается, главным образом, путём организации совместной работы и передачи знаний. Европейская сеть социального франчайзинга насчитала более 60 социальных франшиз этого типа в Европе, в них занято более 13 000 человек. Международный центр социального франчайзинга, по данным на 2012 год, указывает 140 социальных франшиз. Крупнейшая франшиза — De Kringwinkel во Фландрии, в ней занято 5000 человек. Другие, такие как гостиничная и туристическая франшиза Le Mat или Школа социальных предпринимателей, работают в нескольких странах. Социальный франчайзинг даёт возможность быстро развить проблемный сектор на благо людей, находящихся в трудном положении, и общества в целом.

## Инфраструктура поддержки
Для тиражирования и масштабирования проверенных социальных проектов был создан Международный центр социального франчайзинга (ICSF). Центр располагает рядом полезных ресурсов и отметился такими публикациями, как «Инвестирование в социальный франчайзинг», в которой рассматривается жизнеспособность инвестиций в франчайзинговые социальные предприятия Великобритании и «Социальный франчайзинг: инновации и сила старых идей», где проведено сравнение между McDonald’s и социальной франшизой Foodbank.
В 2015 году ICSF, совместно с фондом NESTA, фондом Bertelsmann, Лондонской школой экономики и другими, разработал и внедрил набор инструментов социального франчайзинга, чтобы помочь развитию лучших социальных идей через франшизы. Эта группа провела исследование моделей тиражируемой медицинской помощи со значительной социальной выгодой, совместно с фармацевтической компанией GlaxoSmithKline, результаты были опубликованы в мае 2013 года.

## Социальный франчайзинг для служб здравоохранения
В сфере здравоохранения и социальной мобильности существует ряд социальных сетей франчайзинга. «Здоровье» и «Уровень жизни» — два основных компонента Индекса человеческого развития (ИЧР). Социальный франчайзинг для базовых медицинских услуг — новая технология, используемая правительствами и донорами помощи в развивающихся странах, где значительную часть медицинских услуг предоставляет частный сектор (включая некоммерческие общественные организации и частные компании) для улучшения доступности, обеспечения экономического равенства, эффективности и качества. Клинический франчайзинг часто принимает форму смешанной модели, в которой франчайзинговые услуги добавляются к обычной медицинской практике, но также могут существовать как самостоятельная практика, когда учреждение предоставляет услуги или товары исключительно по франшизе. Социальный франчайзинг используется для предоставления широкого спектра услуг, включая лечение туберкулёза DOTS, лечение заболеваний, передающихся половым путём, и терапия ВИЧ/СПИДа.

## Достоинства и недостатки социального франчайзинга

### Достоинства
Благодаря организации небольших независимых поставщиков в более крупные подразделения, социальные франшизы могут давать эффект масштаба при инвестициях в производственный капитал, цепи поставок, рекламу, обучение и контроль рабочих. Кроме того, социальные франшизы предоставляют следующие возможности: ускорение масштабирования программ, снижение транзакционных издержек, обеспечение единых услуг для широкого рынка, коллективное проведение переговоров о механизмах финансовой компенсации, тиражирование передовых практик предоставления услуг среди большой группы. Франчайзи могут также перекрёстно субсидировать менее прибыльные услуги с более выгодными, поддерживаемыми франчайзером, а использование в рекламе брендов позволяет совмещать социальный франчайзинг с социальным маркетингом. Кроме того, социальный франчайзинг в медицинской сфере позволяет расширять перечень услуг благодаря перекрёстному субсидированию, добавлять в него менее прибыльные услуги, если они имеют частичную франшизу, открывает доступ к дорогостоящим препаратам, если они субсидируются координирующей организацией.

### Недостатки
Модели социального франчайзинга присущи некоторые логистические и экономические слабости. К ним можно отнести трудности в стандартизации медицинской помощи среди участников рынка, необходимость наличия достаточно больших сетей для достижения экономии от масштабирования, стоимость и проблемы нормативного надзора за точками сбыта, необходимость принятия организационных решений, исходя из потребностей населения и, как следствие, невозможность максимизации качества или минимизации затрат. При недостаточном мониторинге возникает также угроза «трагедии общин», когда франчайзи начинают выдавать продукцию или услуги низкого качества по низкой стоимости. Социальный франчайзинг для служб здравоохранения рискует столкнуться с передиагностированием и перегрузкой процедурами, обеспечением «на скорую руку», чрезмерной обработкой болезненных состояний и возможностью мошенничества при отсутствии должного надзора.

## Предприятия социального франчайзинга
Предприятие социального франчайзинга — один из видов социальных инициатив, направленных на достижение целей развития посредством частных предприятий, поставляющих товары и услуги по приемлемой цене на незанятые рынки. Такое предприятие организует самостоятельную экономическую деятельность для франчайзи, используя франчайзинговую модель для предоставления им потенциала (ноу-хау и обучения), доступа к рынку (массовые закупки стандартных поставок, сетевые клиенты, бренд) и к кредитам (бенчмаркинг с целью повышения привлекательности для банков). В результате франчайзи становятся способны снабжать определённую социальную группу необходимыми товарами или услугами.
Беря на себя ответственность за транзакции, предприятие социального франчайзинга генерирует доход как для франчайзи, так и для социального франчайзера, который становится самодостаточным и может далее расширять охват, лучше обеспечивать незанятые рынки, усиливать мониторинг и продолжать предоставлять дополнительные услуги в сеть франчайзи.
Всемирный банк  с 1995 года изучал телефонные/коммуникационные киоски. В настоящее время электрификация сельских районов и сельские мобильные провайдеры представляют собой привлекательные области для развития предприятий социального франчайзинга, которые создают экономическую активность и обеспечивают общинам электроэнергию и доступ к коммуникациям.

## История программ социального франчайзинга
Первое значимое применение социального франчайзинга состоялось в 1995 году, франшизой Greenstar в Пакистане. С момента своего создания Greenstar обучила более 24000 поставщиков услуг, а также предоставляет услуги по планированию семьи, сексуальному и репродуктивному здоровью, услуги по охране здоровья матери и ребёнка, диагностику и лечение туберкулёза через более чем 80000 торговых точек. К 2009 году появилось более 35 дополнительных программ социальной франшизы. Франшизы дополнительно расширили свои услуги в основном в сферах от планирования семьи до диагностирования и лечения малярии, туберкулёза и ВИЧ/СПИДа.

## Примеры социального франчайзинга
Одним из самых известных представителей социальной франчайзинга в Германии является некоммерческая организация Wellcome. Это социальный и благотворительный проект по поддержке семьи в течение одного года после рождения ребёнка. К концу 2013 года организация состояла из 250 команд в 15 федеральных землях. Проект получил несколько наград, в том числе в 2007 году от Фонда Шваба.
В соседней Австрии находится штаб-квартира atempo — некоммерческой организации, действующая по всей Австрии и в Германии, и предлагающей ноу-хау для компаний и государственных органов в области безбарьерной коммуникации и оценки качества. Эта организация также была удостоена нескольких престижных наград, включая TRIGOS.
Другие известные социальные франшизы на европейском рынке: Joblinge (Фонд Эберхарда фон Куенхайма), Фонд Бюргермута, «Диалог в темноте», Rock Your Life, Aflatoun, магазины CAP и другие.
В России развитых социальных франшиз немного, как и успешных социальных предприятий в целом. На принципах франчайзинга работают, в основном, детские сады и различные группы для детского развития, присмотра и ухода («Бэби-клуб» и др., всего около 80% всех социальных франшиз), а также некоторые сети благотворительных магазинов («Спасибо!», «Стало мало» и др.) и предприятий, предоставляющие услуги медицины и реабилитации («Лыжи мечты» и др.). Существует франшизы с социальным компонентом или в социальной сфере, которые, тем не менее, нельзя в полной мере отнести к социальным франшизам (сети хостелов, столовых, семейных кафе, парикмахерских, автомоек и т. п.). Целенаправленной поддержкой социального франчайзинга занимается фонд «Наше будущее», проводящий конкурс «Социальный франчайзинг». Специалистами фонда разработаны франшизы проектов-победителей: «Чудеево» (творческие студии для детей и взрослых в Московской области), сети гериатрических центров «Опека», дошкольного развивающего центра «Ступеньки» и некоторых других.

## Практика социального франчайзинга в России
В Российской практике существуют примеры социального франчайзинга, но они отличны от зарубежного опыта. В 2009 году была запущена франшиза детского развивающегося центра «Беби-клуб», сегодня она насчитывает более 230 предприятий. Активно развивающееся направление робототехники так же не осталось без внимания, в 2012 году была запущена франшиза «Роботрэк», на данный момент открыто порядка 110 лицензионных детских клубов как в России, так и в Казахстане. В рамках обеих программ действует договор франшизы, где франчайзи получают дополнительные методические рекомендации по необходимости. В рамках конкурса фонда «Наше будущее» был выдан беспроцентный заем на открытие художественной студии «Чудеево». На данный момент открыто 11 центров. Обучение франчайзи проходят посредством сети интернет. База социальных франшиз на сегодняшний день ведется Лабораторией социального предпринимательства. В каталоге размещена информация о деятельности более 80 социальных франшиз.